# 伊萬尼夫卡 (米羅尼夫卡市鎮)
49°33′8″N 31°5′57″E / 49.55222°N 31.09917°E
伊萬尼夫卡（烏克蘭語：Іванівка），又按俄语名译为伊万诺夫卡，是位於烏克蘭北部的村莊，由基辅州奧布希夫區的米羅尼夫卡市鎮負責管轄。該村面積4.7平方公里，海拔高度135米，2001年人口1,634，人口密度每平方公里347.7人。

## 外部連結
- Погода в селі Іванівка （页面存档备份，存于）